# 阿姆比瓦利塔尔夫万卡尔
阿姆比瓦利塔尔夫万卡尔（Ambivali Tarf Wankhal），是印度马哈拉施特拉邦赖加德县的一个城镇。总人口6796（2001年）。

## 人口
该地2001年总人口6796人，其中男性3771人，女性3025人；0—6岁人口993人，其中男527人，女466人；识字率73.13%，其中男性为77.88%，女性为67.21%。